# Саулегражяй
Саулегражяй (лит. Saulėgrąžiai) — деревня в Калварийском самоуправлении Мариямпольского уезда Литвы. Входит в состав Любавасского староства.

## География
Деревня расположена на юго-западе Литвы, в пределах Судувской возвышенности, при автодороге 2615, на расстоянии приблизительно 24 километров к юго-западу от города Мариямполе, административного центра уезда. Абсолютная высота — 200 метров над уровнем моря.
Ближайшие населённые пункты: Паграужяй, Бержинай, Юргишкяй, Тремпиняй, Гульбинавас.
Климат
Климат деревни характеризуется как умеренно континентальный с чертами морского (Dfb в классификации климатов Кёппена).

## Население
По данным официальной переписи 2011 года численность населения Саулегражяйа составляла 2 человека (1 мужчина и 1 женщина).